# Толстянка Баркли
Толстянка Баркли (лат. Crassula barklyi) — вид суккулентных растений рода Толстянка (Crassula) семейства Толстянковые (Crassulaceae).

## Название
Родовое латинское название Crassula происходит от латинского слова crassus, — «толстый», в основном из-за присутствия у растений этого рода сочных листьев.
Видовой эпитет дан в честь сэра Генри Баркли (англ. Henry Barkly, 1815-1898), английского губернатора Южной Африканской Республики в период с 1870 по 1877 год, который был заядлым натуралистом.

## Ботаническое описание

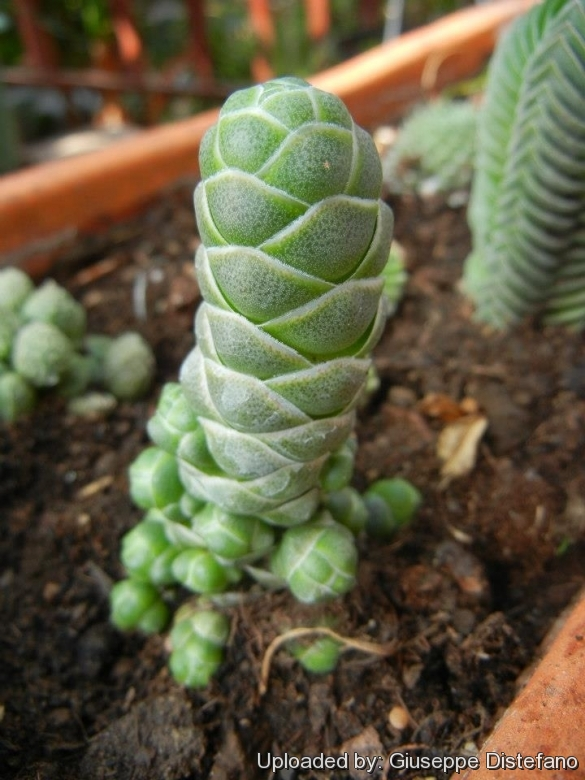
Габитус

Многолетники с вертикальными или редко наклонными стеблями длиной 50-90 мм, часто разветвляющимися от нижних участков стеблей. Листья имеют поперечно-вдавленную яйцевидную форму размером 3-4 х 10-15 мм. Они чашеобразные, плотно прилегающие, с краями образующими перепончатую окантовку (шириной около 1-2 мм) и густой бахромой из прямых или слегка изогнутых ресничек, которые могут быть зелеными или серо-коричневыми.
Соцветие представляет собой верхушечную кистевидную головку, частично скрытую листьями. Чашечка состоит из продолговато-обратноланцетных долей длиной 4-5 мм, округлых, с тонкими раскидистыми ресничками. Они мясисто-зеленые, снизу переходя в желтые и перепончатые. Венчик представляет собой тонкий ампуловидный элемент, сросшийся в основании на 2-3 мм, окрашенный в кремовый цвет. Лопасти узко-продолговато-эллиптические, 9-11 мм в длину, с тупым носиком. Тычинки с пыльниками желтого цвета. Чешуйки имеют продолговато-клиновидную форму размером 1-1,2 х 0,3-0,4 мм, от усеченных до слегка округлых, едва мясистых, окрашенных в желтый цвет.

## Распространение
Встречается в естественных условиях на территории Намибии и Капской провинции Южно-Африканской Республики. Обычно произрастает на склонах, покрытых кварцитовым гравием, иногда встречается на более крупных камнях или в выходах горных пород.

## Таксономия

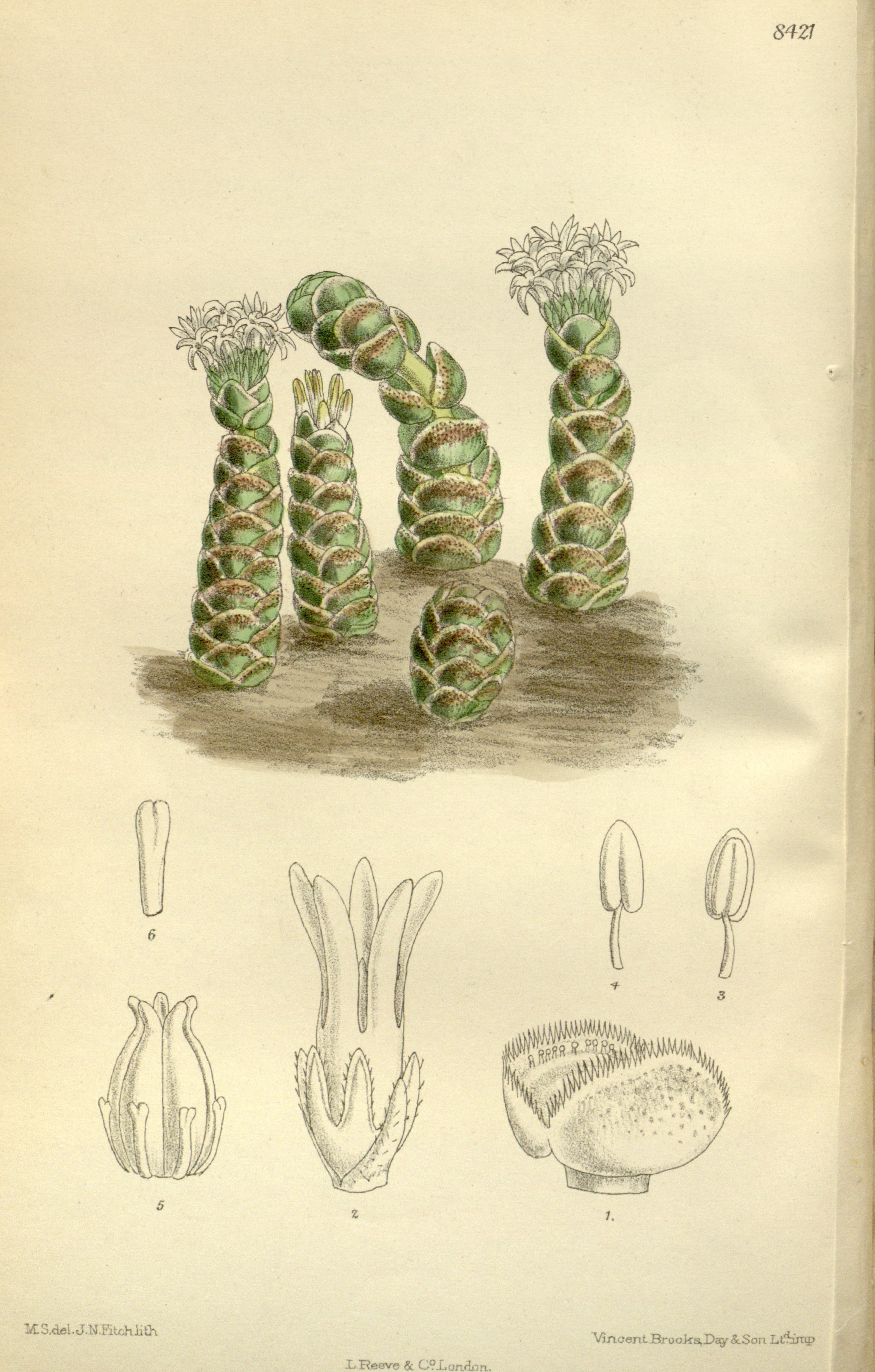
Ботаническая иллюстрация

Crassula barklyi N.E.Br., первое упоминание в Bull. Misc. Inform. Kew 1906: 19 (1906).

### Синонимы
Гомотипные (основанные на одном и том же номенклатурном типе):
- Tetraphyle barklyi (N.E.Br.) P.V.Heath (1993)

Гетеротипные (основанные на разных номенклатурных типах):
- Crassula teres Marloth (1913)